# Olidiana nocturnus
Olidiana nocturnus är en insektsart som beskrevs av William Lucas Distant 1908. Olidiana nocturnus ingår i släktet Olidiana och familjen dvärgstritar. Inga underarter finns listade i Catalogue of Life.